# Alfred von Kleist
Friedrich Wilhelm Viktor Alfred von Kleist (Magdeburg, 16. studenoga 1857. – Brandenburg, 13. svibnja 1921.) je bio njemački general i vojni zapovjednik. Tijekom Prvog svjetskog rata zapovijedao je 115. pješačkom divizijom i LVIII. korpusom na Zapadnom, Istočnom i Rumunjskom bojištu.

## Vojna karijera
Alfred von Kleist rođen je 16. studenog 1857. u Magdeburgu. Sin je Augusta von Kleista, inače general bojnika u pruskoj vojsci, i Emmeline von Morstein. U prusku vojsku je stupio 1876. služeći u 1. grenadirskoj pukovniji. Od prosinca te godine služi u 1. pukovniji poljskog topništva, nakon čega od listopada 1878. godine pohađa Školu za topništvo i inženjeriju u Charlottenburgu. Po završetku iste, u rujnu 1880. vraća se na službu u 1. pukovniju poljskog topništva gdje služi iduće tri godine, do lipnja 1883., kada postaje instruktorom u Topničkoj školi u Berlinu. U ožujku 1887. unaprijeđen je u čin poručnika, nakon čega služi u 14. pukovniji poljskog topništva smještenoj u Karlsruheu. Tijekom službe u navedenoj pukovniji u prosincu 1890. dostiže čin satnika, te postaje zapovjednikom bitnice.
U travnju 1901. promaknut je u čin bojnika, a te iste godine premješten je na službu u 69. pukovniju poljskog topništva. U 69. pukovniji služi do travnja 1903. kada postaje zapovjednikom Topničke škole u kojoj je nekada bio instruktor. Navedenu dužnost obnaša do listopada 1909., kada je imenovan zapovjednikom 74. pukovnije poljskog topništva. U međuvremenu je, u rujnu 1907., promaknut u čin potpukovnika. U pukovnika unaprijeđen je u studenom 1910., dok čin general bojnika dostiže u listopadu 1913. godine. Te iste godine u travnju postaje zapovjednikom 6. brigade poljskog topništva na čijem čelu dočekuje i početak Prvog svjetskog rata.

## Prvi svjetski rat
Na početku Prvog svjetskog rata 6. brigada poljskog topništva nalazila se u sastavu  1. armije kojom je na Zapadnom bojištu zapovijedao Alexander von Kluck. Šestom brigadom poljskog topništva Kleist je zapovijedao do travnja 1915. kada postaje zapovjednikom novoustrojene 115. pješačke divizije. S navedenom divizijom nalazi se najprije na Zapadnom bojištu gdje sudjeluje u borbama kod Arrasa i na rijeci Aisnei. U srpnju je međutim, divizija premještena na Istočno bojište gdje sudjeluje u ofenzivi Gorlice-Tarnow. U prvoj polovici 1916. Kleist se sa 115. pješačkom divizijom nalazi najprije u sastavu 10., te potom 8. armije.
U studenom 1916. Kleist je sa 115. pješačkom divizijom premješten na Rumunjsko bojište. Na navedenom bojištu početkom prosinca sudjeluje u Bitci na Argesu nakon čega divizija ulazi u Bukurešt. Krajem prosinca divizija sudjeluje u Bitci kod Rimnicu Sarata nakon čega se bojište stabiliziralo na rijeci Seret. U studenom 1917. Kleist je promaknut u čin general poručnika, a tri mjeseca poslije, u veljači 1918., postaje zapovjednikom LVIII. korpusa kojim je do tada zapovijedao Egon von Schmettow. Navedenim korpusom koji se nalazio na Zapadnom bojištu zapovijeda tijekom ofenzive Meuse-Argonne u kojoj uspijeva zaustaviti prodor francuskih snaga. Pred sam kraj rata Kleist je 8. listopada 1918. odlikovan ordenom Pour le Mérite.

## Poslije rata
Nakon završetka rata Kleist je od siječnja 1919. zapovijedao VI. pričuvnim korpusa. Navedenim korpusom zapovijeda međutim, svega mjesec dana jer u veljači 1919. postaje zapovjednikom IV. korpusa sa sjedištem u Magdeburgu. Četvrtim korpusom zapovijeda do srpnja 1919. kada je stavljen na raspolaganje.
Alfred von Kleist preminuo je 13. svibnja 1921. godine u 64. godini života u Brandenburgu. Od 1894. bio je oženjen s Elsbeth Gevers s kojom je imao jednu kćer.

## Vanjske poveznice
(eng.) Alfred von Kleist na stranici Prussianmachine.com

(njem.) Alfred von Kleist na stranici Deutschland14-18.de  Arhivirana inačica izvorne stranice od 26. prosinca 2014. (Wayback Machine)